# United Breaks Guitars
United Breaks Guitars è una canzone di protesta realizzata dal musicista canadese Dave Carroll e dalla sua band, i Sons of Maxwell. La canzone, pubblicata nel luglio del 2009, racconta un'esperienza di vita reale dello stesso Carroll, narrando di come la chitarra dell'uomo si sia rotta durante un viaggio su un volo della United Airlines e di come la compagnia aerea abbia sempre ostinatamente rifiutato di rimborsare l'artista, ed è diventata di tale successo su media quali YouTube e iTunes da portare alla realizzazione di altri due brani, intitolati United Breaks Guitars Song 2 e United Breaks Guitars Song 3, pubblicati rispettivamente nell'agosto 2009 e nel marzo 2010, e da costringere la United a tornare sui propri passi.

## L'incidente

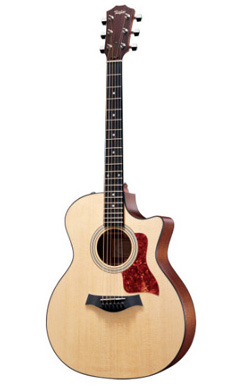
Una chitarra Taylor.

Secondo quanto raccontato da Dave Carroll, durante uno scalo presso l'Aeroporto Internazionale di Chicago-O'Hare da lui effettuato nel suo viaggio dall'Aeroporto Internazionale di Halifax, in Canada, all'Aeroporto Eppley, in Nebraska, i facchini della United Airlines avrebbero gravemente danneggiato la sua chitarra, una Taylor del valore di 3 500 dollari, staccandole il manico. Accortosi del pessimo comportamento degli addetti ai bagagli grazie a un passeggero seduto dietro di lui, il quale, sempre stando a quanto riferito da Carroll, aveva esclamato che nell'area di stazionamento stavano letteralmente "lanciando chitarre", il musicista avvertì tre dipendenti dell'aeroporto di Chicago che però, secondo quanto detto nella canzone, mostrarono nei suoi confronti la più "completa indifferenza", e infine, una volta giunto a destinazione e constatati i danni, presentò un reclamo alla United Airlines, la quale tuttavia lo informò del fatto che, non avendo presentato il reclamo entro il termine delle 24 ore, non aveva diritto ad alcun risarcimento.

## La canzone
Carroll ha raccontato che l'idea della canzone gli venne quando, dopo nove mesi di infruttuose trattative con la compagnia aerea, si chiese cosa avrebbe fatto il famoso regista Michael Moore se si fosse trovato in una situazione simile. La risposta del musicista fu quindi di raccontare la propria esperienza attraverso una canzone il cui ritornello recita: I should have flown with someone else, or gone by car, 'cause United breaks guitars. (ossia, in inglese: Avrei dovuto volare con qualcun altro, o andare in macchina, perché la United rompe le chitarre).
 Dopo il successo ottenuto dalla pubblicazione su YouTube del video della canzone nel luglio 2009, l'agosto seguente Carroll pubblicò la successiva United Breaks Guitars: Song 2, in cui racconta del proprio rapporto con "l'imperturbabile" addetta del servizio clienti della United, la signora Irlweg, puntando il dito sulle "politiche imperfette" (flawed policies) che la donna è costretta a seguire. Ancora, nel marzo 2010, Carroll e la sua band pubblicarono United Breaks Guitars: Song 3, nella quale viene sottolineato che tuttavia non tutti di dipendenti della compagnia aerea sono "mele marce" (bad apples). L'ultima riga della trilogia di canzoni è: You say that you're changing, and I hope you do, 'Cause if you don't, then who would fly with you?, ossia "Dici che stai cambiando, e spero che lo farai, perché se non lo fai, chi volerebbe con te?".

## Accoglienza e conseguenze
Pubblicato il 6 luglio 2009 su YouTube, già dopo solo un giorno il video della canzone aveva ricevuto 150 000 visualizzazioni, arrivando a superare il mezzo milione di contatti prima del 9 luglio. Temendo la risposta del pubblico anche in seguito al risalto che i giornali diedero alla faccenda, la United Airlines tentò di arginare le cose, con Rob Bradford, direttore generale del servizio clienti, che telefonò a Carroll per scusarsi dell'accaduto e per chiedere il permesso di usare il video della canzone, definita "eccellente" dalla compagnia, per la formazione interna, così che l'azienda potesse imparare dall'incidente e cambiare di conseguenza la propria politica di servizio clienti.
Per tutta risposta, Carroll affermò di non essere più interessato al risarcimento di 3 000 dollari offerto dalla United, che donò quindi la somma al Thelonious Monk Institute of Jazz come gesto di "buona volontà" senza tuttavia riuscire a salvare la propria immagine, e qualche tempo dopo pubblicò un video in cui ringraziava il pubblico per il sostegno ricevuto, sollecitando al contempo un atteggiamento più comprensivo e civile nei confronti della signora Irlweg, che aveva solo fatto il proprio lavoro rispettando le politiche aziendali. Peraltro, tra i sostenitori di Carroll ci fu anche Bob Taylor, proprietario della Taylor Guitars, che gli offrì immediatamente due chitarre e altri oggetti di scena per il suo secondo video.
Nella settimana della vicenda, le azioni della United, che avevano aperto lunedì 6 luglio a una quotazione di 3,31 dollari, raggiunsero un picco negativo di 3,07 dollari venerdì 10 luglio, per poi chiudere la settimana a 3,26 dollari.
Con il passare degli anni, il video di United Breaks Guitars, che nel dicembre 2009 fu posto da Time al settimo posto nella sua lista dei 10 migliori video virali del 2009, è stato citato in diversi documentari e programmi televisivi, quali ad esempio Customer (Dis)Service, realizzato nel gennaio 2012 dalla canadese CBC/CNBC, mentre Carroll, che ha continuato a portare avanti la sua carriera con il gruppo dei Sons of Maxwell, è stato spesso invitato a parlare in materia di servizio clienti e, nel maggio 2012, ha pubblicato il libro Breaks Guitars: The Power of One Voice in the Age of Social Media.